# Windows 95
Windows 95 (kodnamn Chicago) är ett operativsystem utvecklat av Microsoft som lanserades den 24 augusti 1995. Windows 95 var den första i Windows 9x-familjen, samt den första rena 32-bitarsversionen riktad mot hemanvändare. Under stora reklamkampanjer introducerade Microsoft ett helt nytt användargränssnitt där Microsoft slopade Programhanteraren och introducerade Startmenyn. Med Windows 95 slog Microsoft samman tidigare MS-DOS och Windows-baserade produkter.
På marknaden blev Windows 95 en stor succé, och inom ett par år efter sin lansering blev det världens mest sålda operativsystem. Windows 95 levererades både på CD och disketter, eftersom vissa datorer inte hade någon CD-läsare. Diskettversionen levererades på 13 disketter.
Tre år efter premiären av Windows 95 lanserades efterträdaren Windows 98 och supporten för Windows 95 upphörde den 31 december 2001.
Internet Explorer 5.5 är den sista versionen av Microsofts webbläsare som stöder Windows 95. En uppdatering släpptes till Windows 95 där USB-stöd lades till.
Musiken som spelas när man startar Windows 95 skapades av Brian Eno.

## Historia
Målet för det nya operativsystemet var att det skulle vara enklare att kommunicera med flera andra datorer från en enda dator genom att göra operativsystemet till ett slags "kommunikations-centrum" med hjälp av Microsoft-program: Network, Outlook Express och Internet Explorer.
Dessutom ville man förbättra användargränssnittet och göra det lättare att använda Windows på laptops genom att man slopade Programhanteraren och introducerade Startmenyn.
Windows 95 lanserades ursprungligen utan Internet Explorer. Vid utgivningsdatumet för Windows 95 var Internet Explorer 1.0 tillgängligt, men endast i Plus! versionen som då var ett tillägg. Lanseringen av Microsoft webbläsare blev standard i och med lanseringen för Windows 95 Service pack 1 som då innehöll Internet Explorer 2.0.

## Utveckling
Under 1993 hette det som skulle bli Windows 95 kodnamnet ”Chicago” för beta-testare. ”Chicago” byggde på nya 32-bitarsversionen. ”Chicago” blev sedan till Windows 95 Beta 1.4 (bygge 4.00.189) som släpptes den 21 september 1994 var den första rena ”32-bitarsversionen” av Windows 95. Det hade bland annat större tillägg och stöd för nätverk och det nya användargränssnittet ”Startmenyn” var introducerad. Windows 95 Beta 1.4 utvecklades sedan vidare och i augusti 1995 släpptes den färdiga versionen av Windows 95.
Med Windows 95 lanserades version 1.66 av Microsofts TrueType-rastrerare, en 32-bitars variant av den 16-bitars rastrerare som lanserades med Windows 3.1. Den nya versionen hade förbättrad prestanda och stabilitet, och den kan utjämna tecknens konturer, så att texten ej upplevs som taggig och otydlig på skärmen. För att aktivera kantutjämning av text under Windows 95 krävs dock Windows 95 Font Smoother, ett tillägg som alltjämt (2007-09-08) finns för nedladdning från Microsoft typography.
Med Windows 95 lanserades också TrueType Open, en utvidgning av TrueType-formatet, och en föregångare till OpenType (”TrueType Open version 2”). Vidare infördes ett begränsat Unicode-stöd, som omfattade Windows Glyph List 4 (WGL4). WGL4 omfattar 652 tecken, och möjliggör textsättning på alla europeiska språk.

## Systemkrav
- Intel 386DX-kompatibel eller snabbare processor[9]
- 4 MB RAM[6]
- 50–55 MB hårddiskutrymme vid nyinstallation
- Bildskärm som stöder VGA eller högre upplösning
- Diskett- eller CD-enhet
- Microsoft-mus eller annat kompatibelt pekdon

## Versioner och uppdateringar
- Windows 95 Original Release (ursprungsversion) (24 augusti 1995)
- Windows 95 Service pack 1 (31 december) 1995 innehöll bland annat Internet Explorer 2.
- Windows 95 OSR 2 (B) (24 augusti 1996) introducerade stöd av FAT32, UDMA och Internet Explorer 3.
- Windows 95 OSR 2.1 (24 augusti 1996) innehöll stöd av USB och Active Desktop.
- Windows 95 OSR 2.5 (c) 1997 ordnade år 2000-problemet och innehöll Internet Explorer 4

## Källhänvisningar
1. ↑  ”Aug. 24, 1995: Say Hello to Windows 95” (på amerikansk engelska). WIRED. https://www.wired.com/2011/08/0824windows-95/. Läst 21 juni 2018.
2. ↑  ”Windows 95 – Overview, Best Features, and Editions” (på engelska). www.windowsdatarecoverysoftware.com. Arkiverad från originalet den 21 juni 2018. https://web.archive.org/web/20180621194014/http://www.windowsdatarecoverysoftware.com/win95/. Läst 21 juni 2018.
3. ↑  ”Historien om Microsoft Windows”. Pc-tidningen. 24 juli 2016. https://pctidningen.se/datorutrustning/operativsystem/historien-om-microsoft-windows. Läst 21 juni 2018.
4. ↑  Arbuckle, Alex. ”The hysteria over Windows 95 launch, 20 years ago” (på engelska). Mashable. https://mashable.com/2015/08/24/windows-95-launch/?europe=true#G5q5wI9PLiqd. Läst 21 juni 2018.
5. ↑  ”22 things you didn’t know about Windows 95” (på engelska). BT.com. Arkiverad från originalet den 21 juni 2018. https://web.archive.org/web/20180621194015/http://home.bt.com/tech-gadgets/computing/22-things-you-didnt-know-about-windows-95-11363999498364. Läst 21 juni 2018.
6. 1 2  ”Microsoft's most loved operating system, Windows 95, is 20-years-old today” (på brittisk engelska). TechRadar. https://www.techradar.com/news/software/operating-systems/microsoft-s-most-loved-operating-system-windows-95-is-20-years-old-today-1302268. Läst 21 juni 2018.
7. ↑  Q and A With Brian Eno
8. ↑  ”Forget Windows 10: Remember when Windows 95 was new?” (på engelska). CNET. 29 juli 2015. https://www.cnet.com/news/welcome-to-the-world-windows-95/. Läst 21 juni 2018.
9. ↑  ”Windows 95 fyller 15 år”. PC för Alla. https://pcforalla.idg.se/2.1054/1.335487/windows-95-fyller-15-ar. Läst 21 juni 2018.